# XVII distrito de París
El XVII distrito de París (17.° distrito de París), también conocido como distrito de Batignolles-Monceau, es uno de los veinte distritos de los que se compone la capital francesa. Está situado en la orilla derecha del río Sena. En él se encuentran numerosas embajadas y consulados (como el de España).
En este distrito se encuentra el Palacio de los Congresos de la ciudad y el parque Monceau.

## Administración
El distrito está dividido en cuatro barrios:
- Barrio de las Ternes
- Barrio de la Plaine Monceau
- Barrio de las Batignolles
- Barrio de las Épinettes

Su alcalde actual es Brigitte Kuster (UMP). Fue elegida en 2008 por seis años. La alcaldía de este distrito es la única de París no ubicada en un edificio antiguo. Fue inaugurada en 1971.

## Demografía
El distrito contaba en el último censo de 1999 con 161 138 habitantes sobre una superficie de 566,95 hectáreas, lo que representa una densidad de 28 375 hab/km².
| Año (censo nacional)     | Población | Densidad (hab. par km²) |
| ------------------------ | --------- | ----------------------- |
| 1954 (pico de población) | 231 987   | 40 922                  |
| 1962                     | 227 687   | 40 164                  |
| 1968                     | 210 299   | 37 096                  |
| 1975                     | 186 293   | 32 862                  |
| 1982                     | 169 513   | 29 902                  |
| 1990                     | 161 935   | 28 565                  |
| 1999                     | 161 138   | 28 375                  |

## Lugares de interés
- Rascacielos:
  - Hotel Concorde Lafayette

- Monumentos:
  - Iglesia Saint-Michel des Batignolles
  - Palacio de los Congresos de París

- Parque:
  - Parque Monceau

## Embajadas y consulados
Un gran número de embajadas y consulados se encuentran en este distrito : 
- Embajada y consulado de Armenia
- Embajada y consulado de Bélgica
- Embajada y consulado de Bosnia Herzegovina
- Embajada y consulado de Cabo Verde
- Consulado de la República Dominicana
- Consulado general de España
- Embajada y consulado de Guatemala
- Embajada de Haití
- Embajada y consulado de Isla Mauricio
- Embajada y consulado de Liberia
- Embajada y consulado de Lituania
- Embajada y consulado de Mozambique
- Embajada y consulado de Nepal
- Consulado general de Portugal
- Embajada y consulado de Ruanda
- Embajada y consulado de Togo
- Consulado general de Turquía

## Calles principales
- Plaza de Clichy
- Calle de Clichy
- Avenida de las Ternes
- Plaza Charles-de-Gaulle

## Habitantes ilustres
En este distrito de París tuvieron su residencia: Guy Môquet, miembro de la Resistencia francesa, el músico Claude Paul Taffanel y el propio Nicolas Sarkozy, que durante su juventud residió en la calle Fortuny.